# Arnoldo González
Arnoldo González Almaraz, auch bekannt unter dem Spitznamen El Ñoño, ist ein ehemaliger mexikanischer Fußballspieler, der vorwiegend im Mittelfeld agierte.
El Ñoño stand zwischen 1965 und 1970 beim Club Deportivo Guadalajara unter Vertrag, für den er in diesem Zeitraum etwa 40 Spiele bestritt.